# Coddington (Herefordshire)
Coddington – osada w Anglii, w hrabstwie Herefordshire. Leży 21 km na wschód od miasta Hereford i 170 km na zachód od Londynu.